# Acacia sericocephala
Acacia sericocephala é uma espécie de leguminosa do gênero Acacia, pertencente à família Fabaceae.